# 成生 (舞鶴市)
成生（なりう、なりゅう）は、京都府舞鶴市の地名。
若狭湾に面した大浦半島の北端部にあり、ブリの大敷網（大型定置網の一種）漁で栄えた漁村である。2015年（平成27年）国勢調査における世帯数は20世帯、人口は50人。

## 地理

### 地形

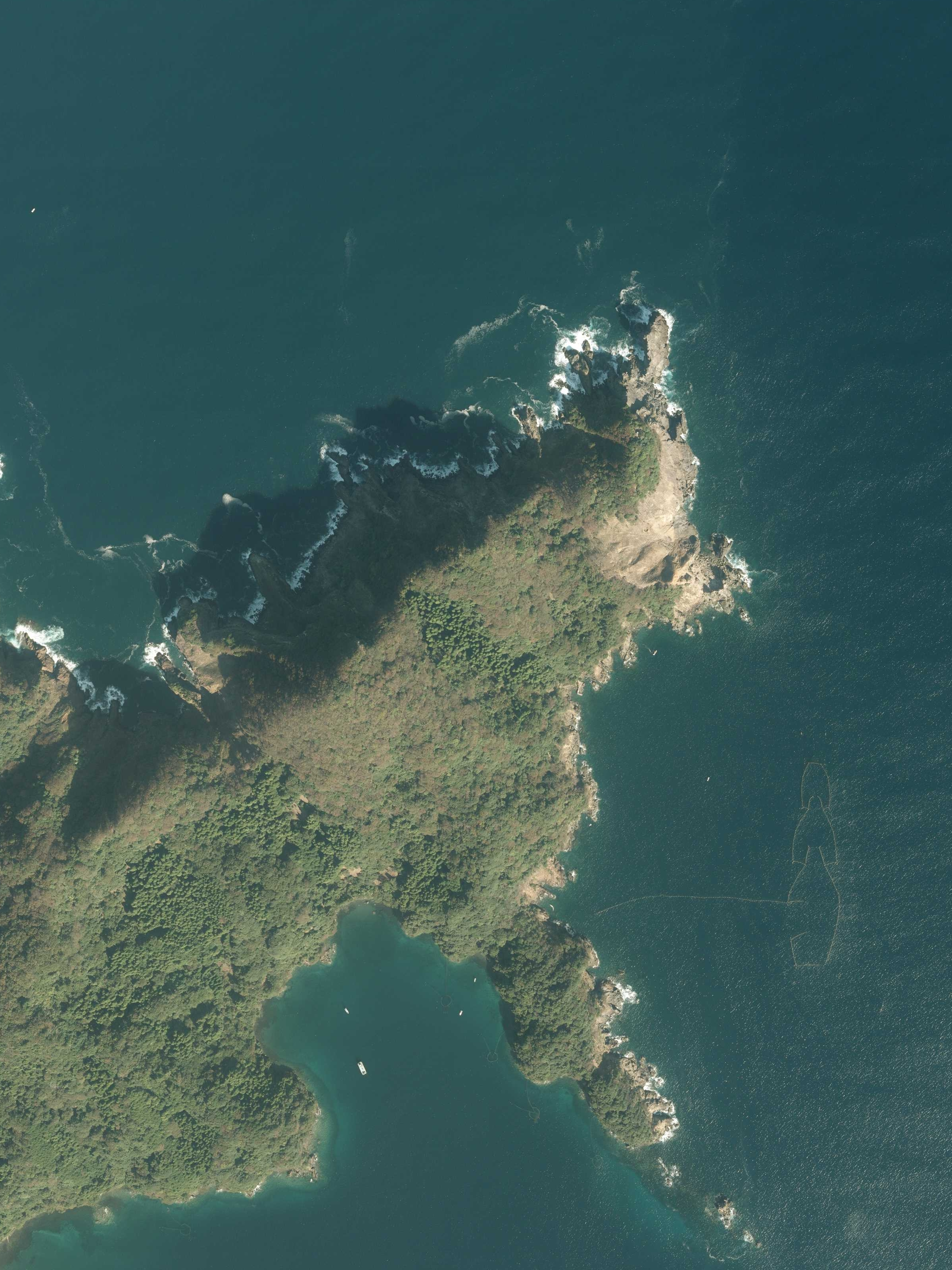
成生岬

若狭湾に向かって突き出す大浦半島の北端部、成生岬を有する成生半島に位置し、成生半島東側の成生谷と呼ばれる平地に集落が形成されている。集落の正面には小規模な湾が形成されており、湾口にある磯島が波を遮っている。

### 集落
成生集落は緩やかな傾斜地に形成されており、成生漁港から内陸に向かってマンダダニ、ナカスジ、本通り（ホンドオリ）、ムカイスジの4本の路地が伸びている。明治末期から大正初期には大型定置網によるブリ漁が好調であり、相次いで2階建ての主屋が建てられた。
ナカスジの突き当りには西徳寺があり、ホンドオリの突き当りには鳴生神社がある。マンダダニ、ナカスジ、ムカイスジ周辺の民家ははそれぞれ組を成している。成生漁港に面する場所には舟屋が建ち並んでおり、妻入の舟屋と連棟形式の舟屋の2種類がある。成生水産事務所の東側に隣接する連棟形式の舟屋はシチケンブンと呼ばれる。

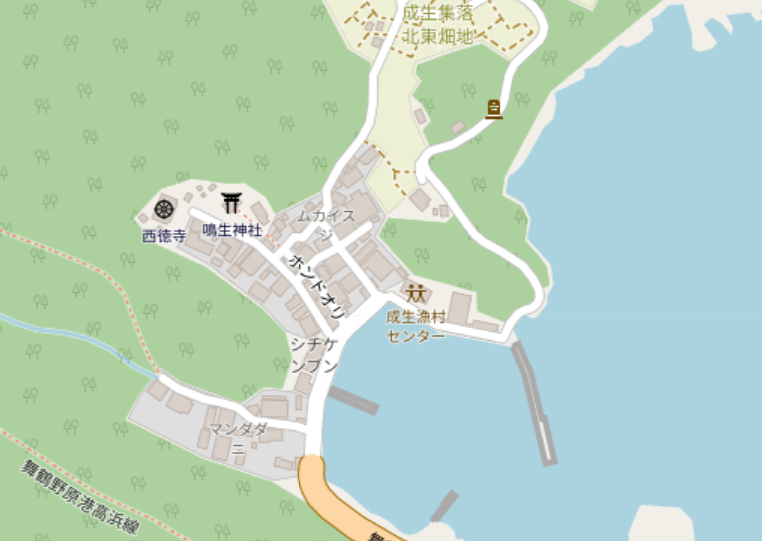
成生集落

### 離島
- 毛島 - 成生岬の東1.5キロメートルにある無人島。京都府最大の離島。
- 風島 - 成生集落の北東1キロメートルにある無人島。
- 磯島 - 成生漁港のすぐ沖にある無人島。

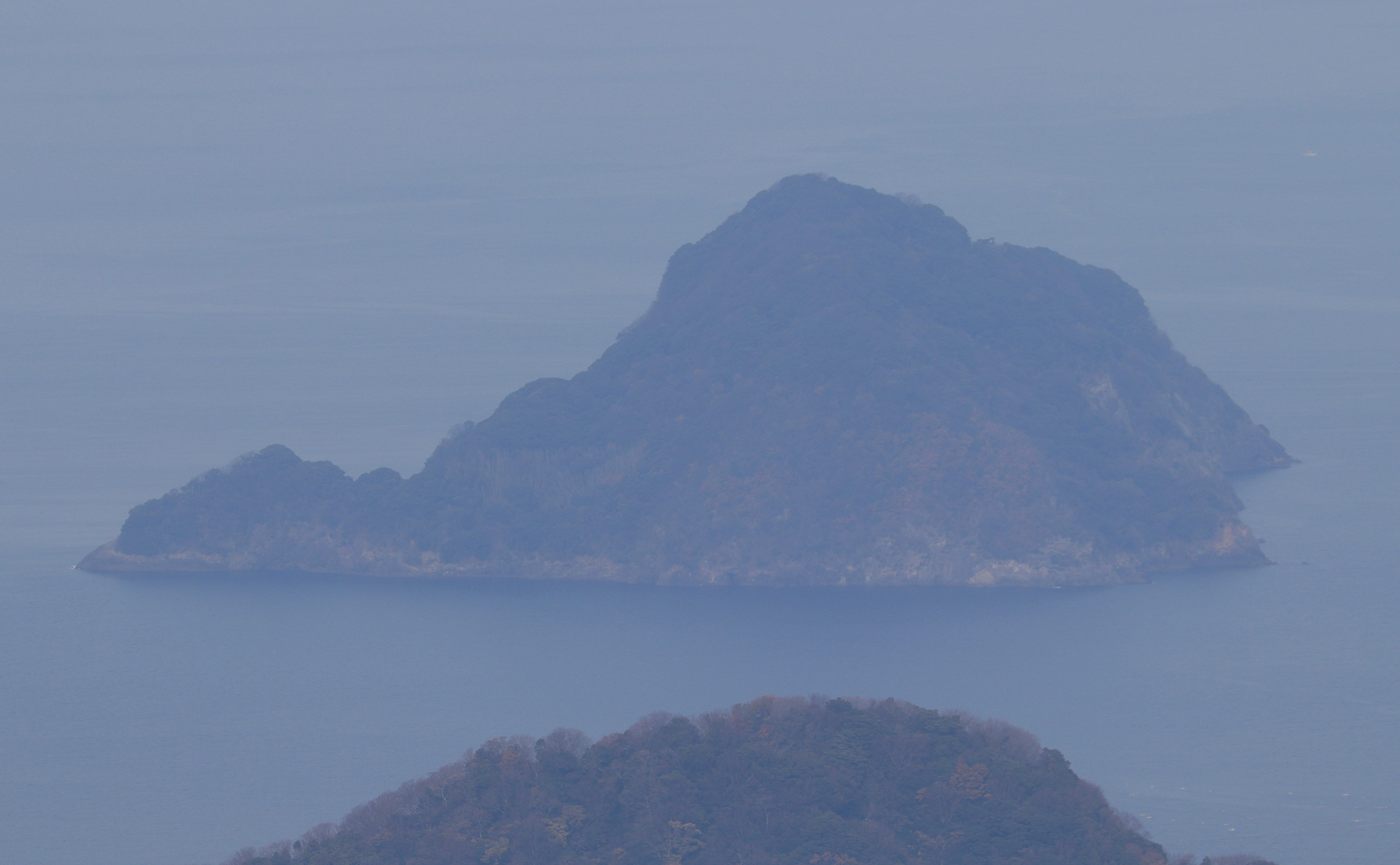
毛島
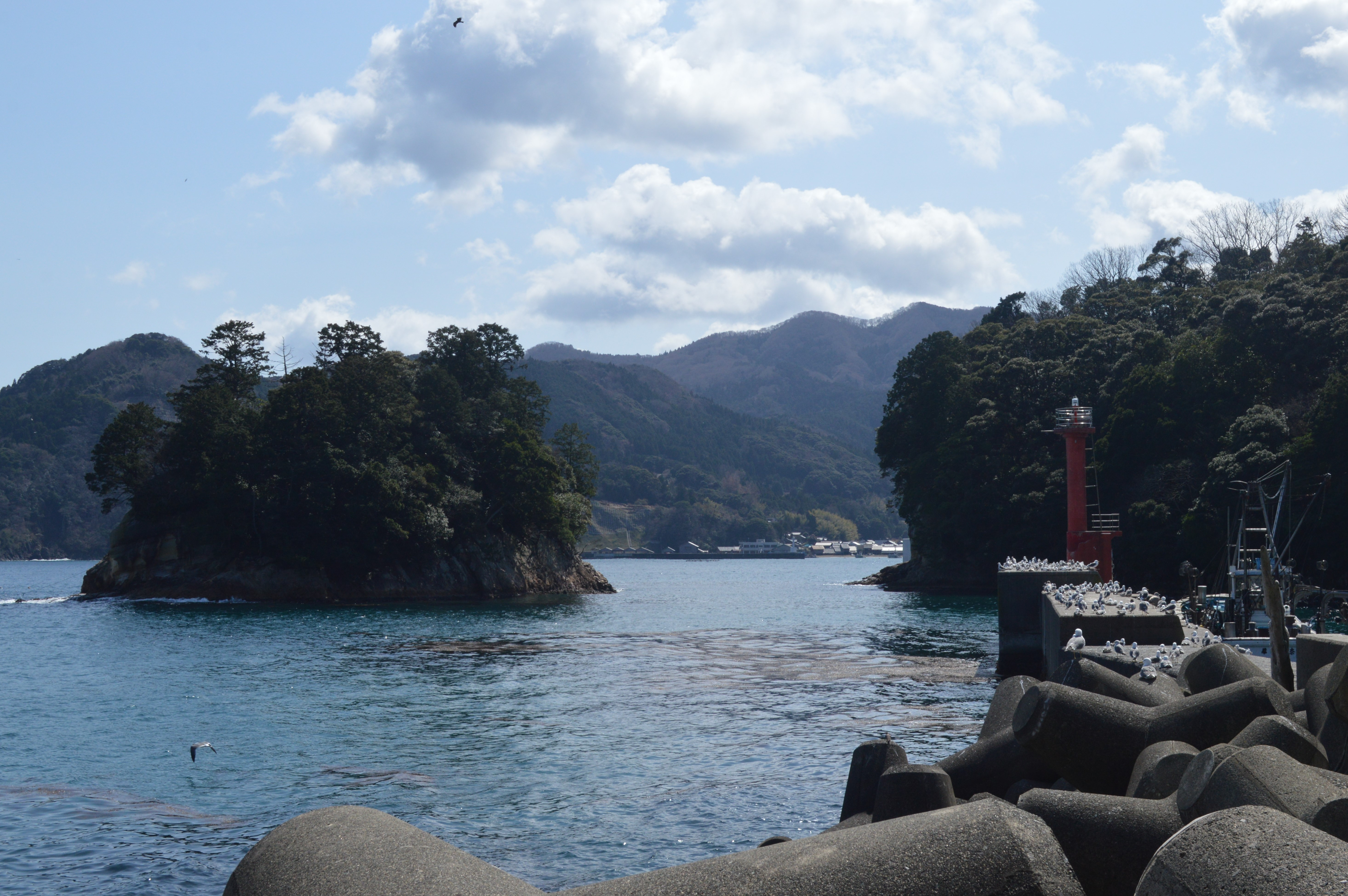
磯島

### 気候
気候は典型的な日本海側気候であり、秋季から春季にかけては曇天が続くが、温かい海水の影響で極端に気温が下がることはなく、ほとんど積雪も見られない。集落の西側に成生半島があるため、冬季の季節風も緩和される。日本海側の周辺地域と比べると温暖であることから、海岸部にはシイの群落があり、ビワやヤマモモも自生している上に、畑地でウンシュウミカンも栽培されている。

## 歴史

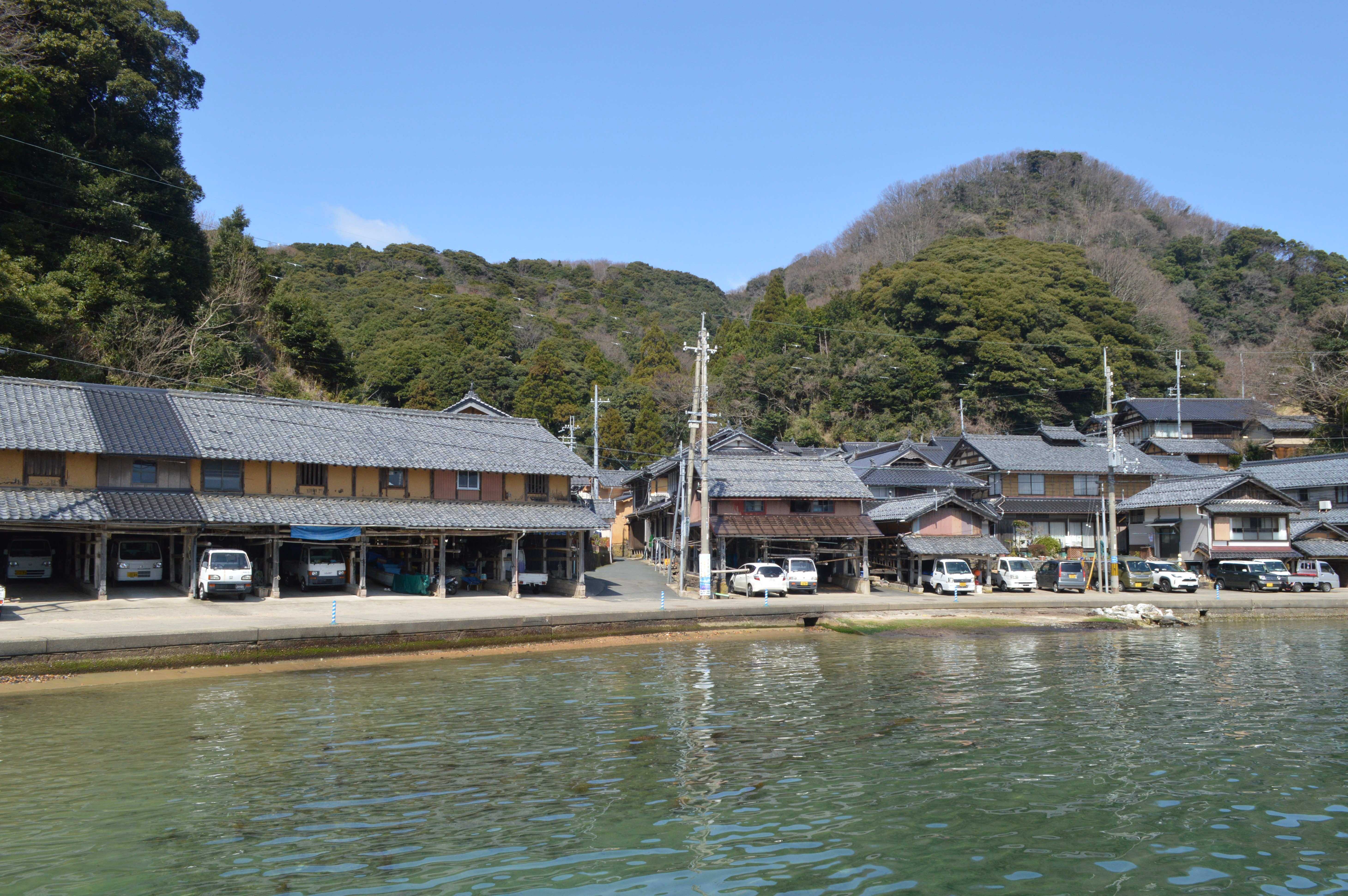
舟屋がある成生漁港沿い

『丹後風土記残欠』によると、崇神天皇の時代にこの地で大将軍日子坐王（ひこいますのみこ、鳴生神社の祭神）の鎧兜が鳴り響いたという伝承があり、この伝承から鳴生と名付けられたとされる。応安7年（1374年）には成生村で大火があり、大将軍社（現在の鳴生神社）も類焼したが、永和5年（1379年）に勧進比丘尼妙忍によって再建された。

### 近世
安土桃山時代から江戸時代初期にかけての慶長7年（1602年）の検地帳によると、成生村と枝村の小成生村を合わせると70戸以上を有していた。慶長12年（1607年）から慶長13年（1608年）頃の延縄漁の際に大量遭難が起こり、寛永8年（1631年）の成生村はわずか7戸となった。『慶長郷村帳』、『享保郷村高附』、『享保村々高附』、『丹後旧語集』、『田辺藩士目録』による村高は31石余、『天保郷帳』、『旧高旧領』による村高は34石余。元禄16年（1703年）には15戸まで増加した。
江戸時代にはすでに刺網漁業でブリを漁獲しており、丹後田辺藩主に献上したり、若狭国高浜方面で販売するなどしていた。ブリの他にはソウダガツオ、ボラ、トビウオなども漁獲していた。寛永年間に存在した7戸は後に7人組を形成し、優秀な漁場を独占していた。江戸中期以降には13戸が増え、これらは後に13人組を形成するが、他の漁場を共有して輪番で使用した。江戸時代末期の成生村には20戸があったが、その後は村内での分家を認めず、戸数の増加を制限する不文律があった。

### 近代

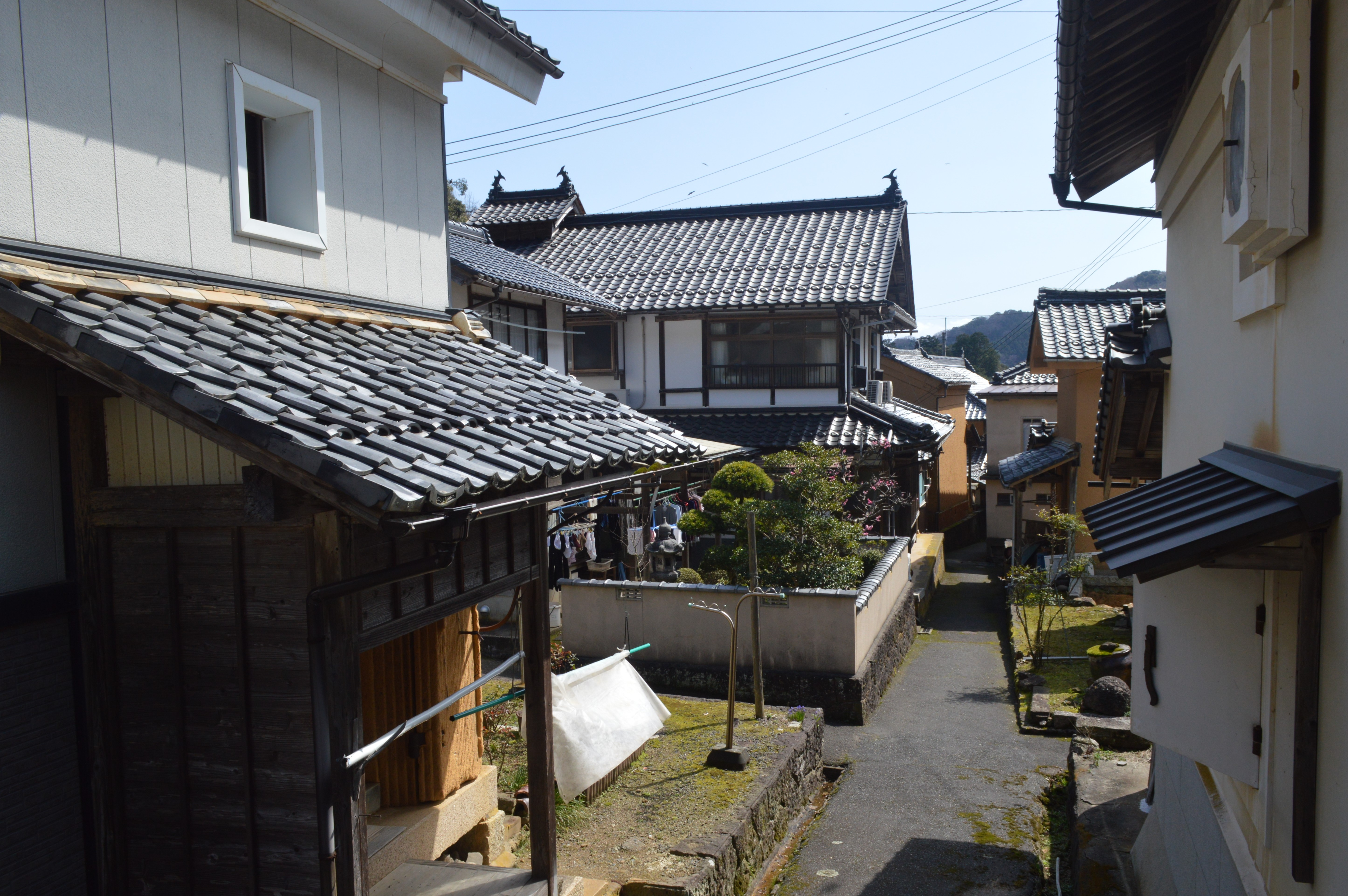
明治末期から大正初期に建てられた民家が並ぶ成生集落

1871年（明治4年）には舞鶴県の所属となり、その後豊岡県の所属を経て、1876年（明治9年）に京都府の所属で落ち着いた。1889年（明治22年）4月1日には町村制の施行により、成生村など9村によって加佐郡東大浦村が発足した。近世以前のこの地域にあった21か村は大浦組と呼ばれていたが、大浦組が東大浦村と西大浦村の2村に再編されている。しかし、東大浦村は標高550メートルの空山によって東西に二分されており、農業を主体とする西部と漁業を主体とする東部で生業も異なっていた。村役場の位置などで不満が表面化し、1902年（明治35年）2月には成生を含む東部から京都府に対して分村の請願も行われている。1917年（大正6年）9月には西部からも京都府に対して分村の陳情書が提出され、「本村は創設以来、常に融和一致することなく互いに対立し、紛擾葛藤が絶え間なく繰り返されたが、これは本村の地形上、風習上から来る自然の結果であって、一村を形成し続ける以上、絶対に免れることのできないものであると思考する」などと書かれた。1942年（昭和17年）に東大浦村が東舞鶴市に編入されて廃止されるまで、東部と西部の間の紛争は解決しなかった。
1892年（明治25年）には宮崎県の日高亀市・日高栄三郎親子が大敷網（大型定置網の一種）を考案し、画期的なブリの大量漁獲に成功した。1901年（明治34年）には漁業法が制定されて漁業権や組合が制度化されたため、成生でも成生漁業組合が設立された。1905年（明治38年）には伊根が高知県の窪添慶吉から大敷網を導入して成功を収めたため、1906年（明治39年）12月には成生も窪添から大敷網を導入し、江戸時代以来7人組が独占利用していた網場に設置した。翌年の1907年（明治40年）には2号網と3号網が設置され、1911年（明治44年）には4号網も設置されている。大敷網の導入当初は大漁に沸いたが、1908年（明治41年）には欠損が発生したことから、成生は窪添との契約を解約した。1909年（明治42年）には大敷網が成生漁業組合の自営となり、全戸が平等に出資するという原則が確立された。
成生と同じ1906年（明治39年）には、隣接する田井でも2号の大敷網が導入され、1907年（明治40年）には3号網が、1908年（明治41年）には4号網が、1910年（明治43年）には5号網が設置されている。田井の大敷網には外部資本が入った点が成生とは異なっており、これには成生と田井の漁場の優劣も関係しているとされる。ブリが回遊する際には田井の漁場を通った後に成生の漁場を通るため、定置網漁場の秩序に関して成生と田井の間には紛議が生じ、1924年（大正13年）12月には成生が行政裁判所に対して田井の網場免許取り消しを求めている。
大敷網の導入後には村の経済が好調であり、明治末期から大正初期には各戸が相次いで新築された。どの民家も1階には6畳から8畳の部屋を4室以上有し、多くの民家は2階にも2室から4室ある。丹後国で漁獲されたブリは江戸時代から「丹後ブリ」と呼ばれたが、その漁場は丹後半島北東部の伊根浦、大浦半島の成生と田井が中心だった。江戸時代以降の成生や田井は日本海域を代表するブリ漁獲村として知られた。
大敷網の扱いには120人もの漁夫が必要だったことから、漁期である冬季には北陸地方などから出稼ぎ漁夫を受け入れ、20戸の成生では毎年約170人もの出稼ぎ漁夫が従事していた。明治末期の加佐郡には成生や田井を含めて大敷網が16系統もあったが、大正期から昭和戦前期には不漁が相次いだことから、大正末期には成生と田井の系統のみとなっている。昭和期には大敷網を小型化して改良した落網が開発され、成生ではブリの漁期以外の時期には同じ漁場にイワシ落網を設置することでブリ漁の不振を補っていた。
1896年（明治29年）頃には桑の栽培と養蚕が導入された。1930年（昭和5年）には繭価が暴落したことで養蚕業は打撃を受け、1937年（昭和12年）から1938年（昭和13年）頃には桑に代わる換金作物としてウンシュウミカンが導入された。日中戦争勃発前の1936年（昭和11年）には成生岬に大日本帝国海軍防備隊の官舎と防空砲台が設置された。1940年（昭和15年）には成生漁港に共同出荷所桟橋が、1941年（昭和16年）には2階建ての水産倉庫が建造された。1942年（昭和17年）8月1日には東大浦村が東舞鶴市に編入されたが、1943年（昭和18年）5月27日には東舞鶴市と（旧）舞鶴市が対等合併して（新）舞鶴市が発足した。

### 現代
成生では明治時代から不文律によって20戸を保っていたが、太平洋戦争後には3戸が増加したことで1974年（昭和49年）には23戸となっていた。1970年（昭和45年）時点の耕地面積は水田が274アール、畑が119アール、樹園地が156アールであり、専業農家は存在しなかった。成生で生産されたウンシュウミカンは「大浦みかん」の名称で舞鶴市の市場などに出荷されたが、みかん産地としては気候が冷涼であるため酸味が強く、卸価格の点で有利ではないことから、1970年代以降にはハッサクへの転換が進められた。1970年（昭和45年）の国勢調査によると、世帯数は24世帯、人口は112人だった。
2003年（平成15年）に公開された映画『ぼくんち』は舞鶴市が主要なロケ地となり、成生漁港でもロケが行われた。2005年（平成17年）に公開された映画『男たちの大和/YAMATO』では、1950年代に建てられた成生漁協の事務所がロケ地のひとつとなった。郵便局の看板が据え付けられた事務所の前には丸型郵便ポストも設置され、若い水兵が母親に対して手紙を出すシーンが撮影された。
2012年（平成24年）に公開された映画『ALWAYS 三丁目の夕日'64』では成生もロケ地のひとつとなり、森山未来や堀北真希が撮影で成生を訪れている。成生水産事務所が診療所として作品に登場するなどし、成生の住民5人も漁師役のエキストラなどとして出演した。2013年（平成25年）にフジテレビで放送されたテレビドラマ「鴨、京都へ行く。-老舗旅館の女将日記-」では成生漁港もロケ地の一つとなった。

## 経済

### 漁業

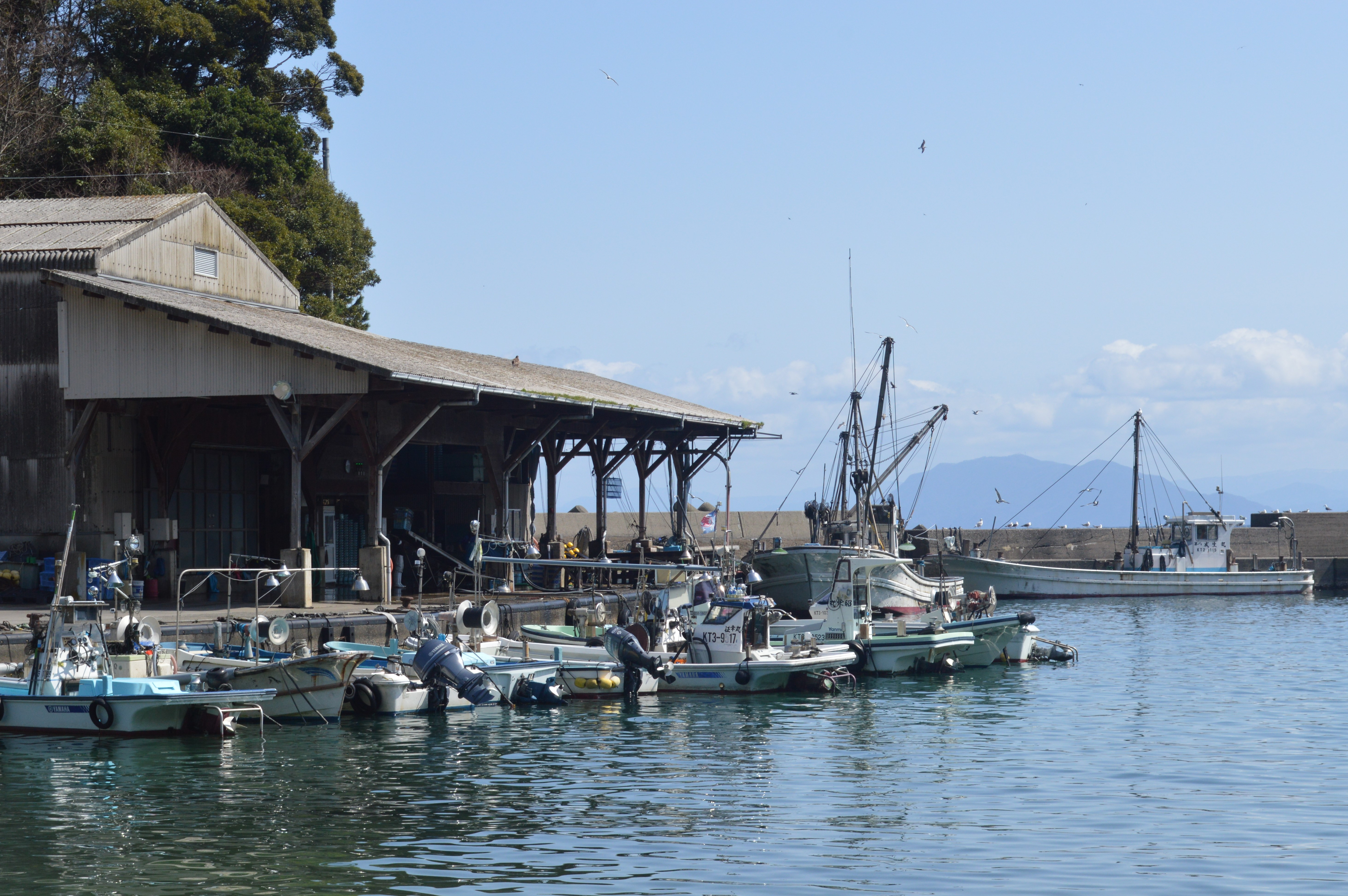
成生漁港

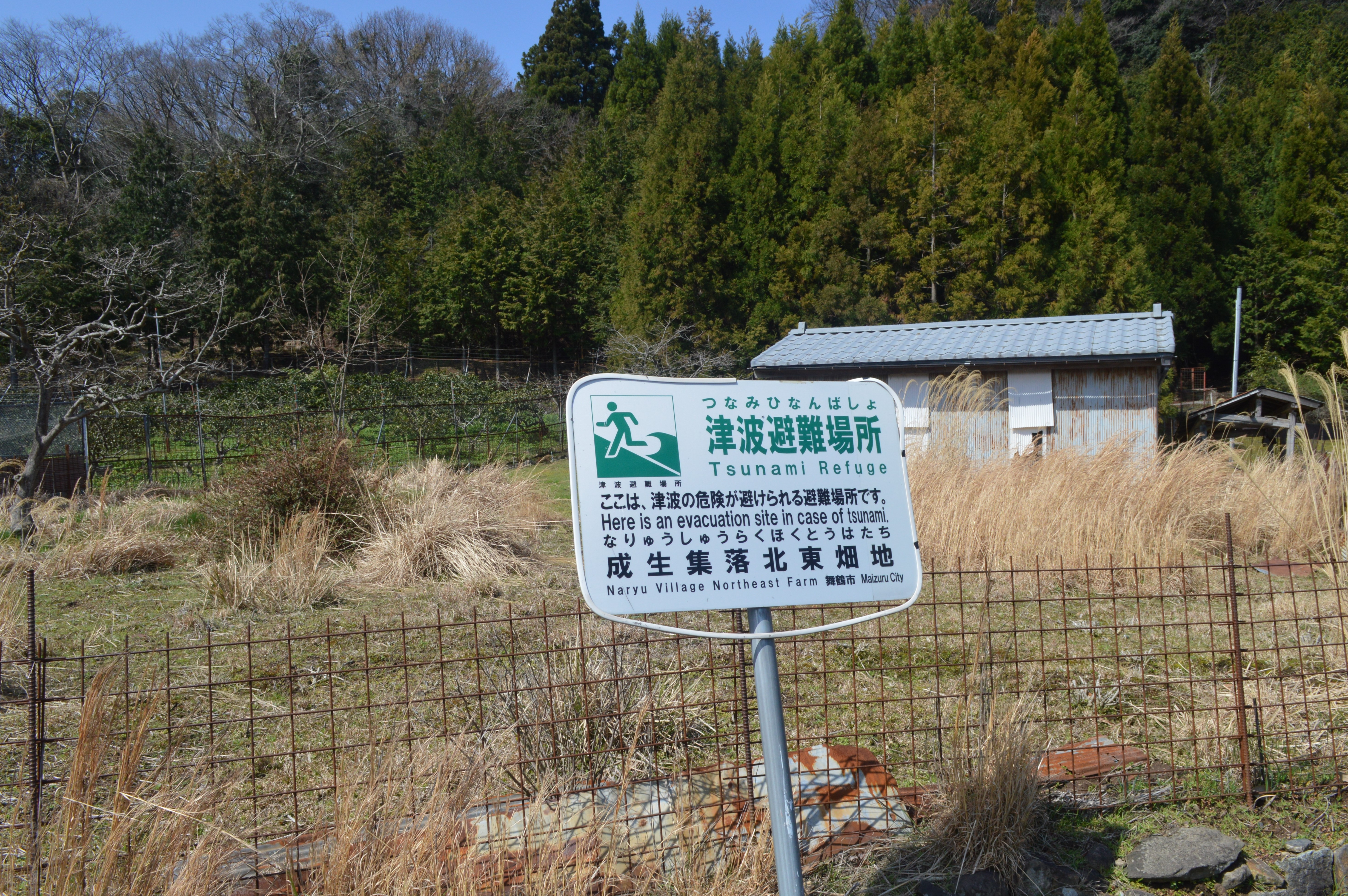
成生集落北東畑地

成生岬から東側は山地が崖を成して若狭湾に落ち込んでおり、海岸に沿ってすぐに20メートルの等深線が走るほど深い。また、成生岬の東側には環流に乗ってブリが回遊する魚道が形成されている。これらのことから成生周辺には定置網の好漁場が形成されている。漁業協同組合は大型定置網を設置し、漁家の個人経営体は小型定置網を設置している。かつては個人で所有する漁場の有無によって場持と無場という階層差があり、場持の7人組はブリ刺網漁場やドブ網漁場を独占、無場（後に13人組）はわずかな漁場の使用しか許されなかった。明治末期に全戸を組合員として漁業組合が結成されると、大型定置網における漁業収入は平等に配分されるようになった。1992年（平成4年）の成生漁港の漁獲高は1億8212万円であり、組合員数で割ると舞鶴市の22漁協の中で6番目だった。
- 成生漁港[16] - 地元の漁業を主とする第1種漁港[17]。主な魚種はブリ、イワシ、アジなど[17]。
- 成生漁村センター - 1982年（昭和57年）完成[18]。
- 有限会社成生水産

### 農業
成生集落の北東には成生集落北東畑地が広がっており、この畑地は高台にあるため地震や津波の際の指定緊急避難場所に指定されている。大浦半島にはサル・シカ・クマなどが棲んでおり、成生でも農作物が被害を受けることがある。

## 交通

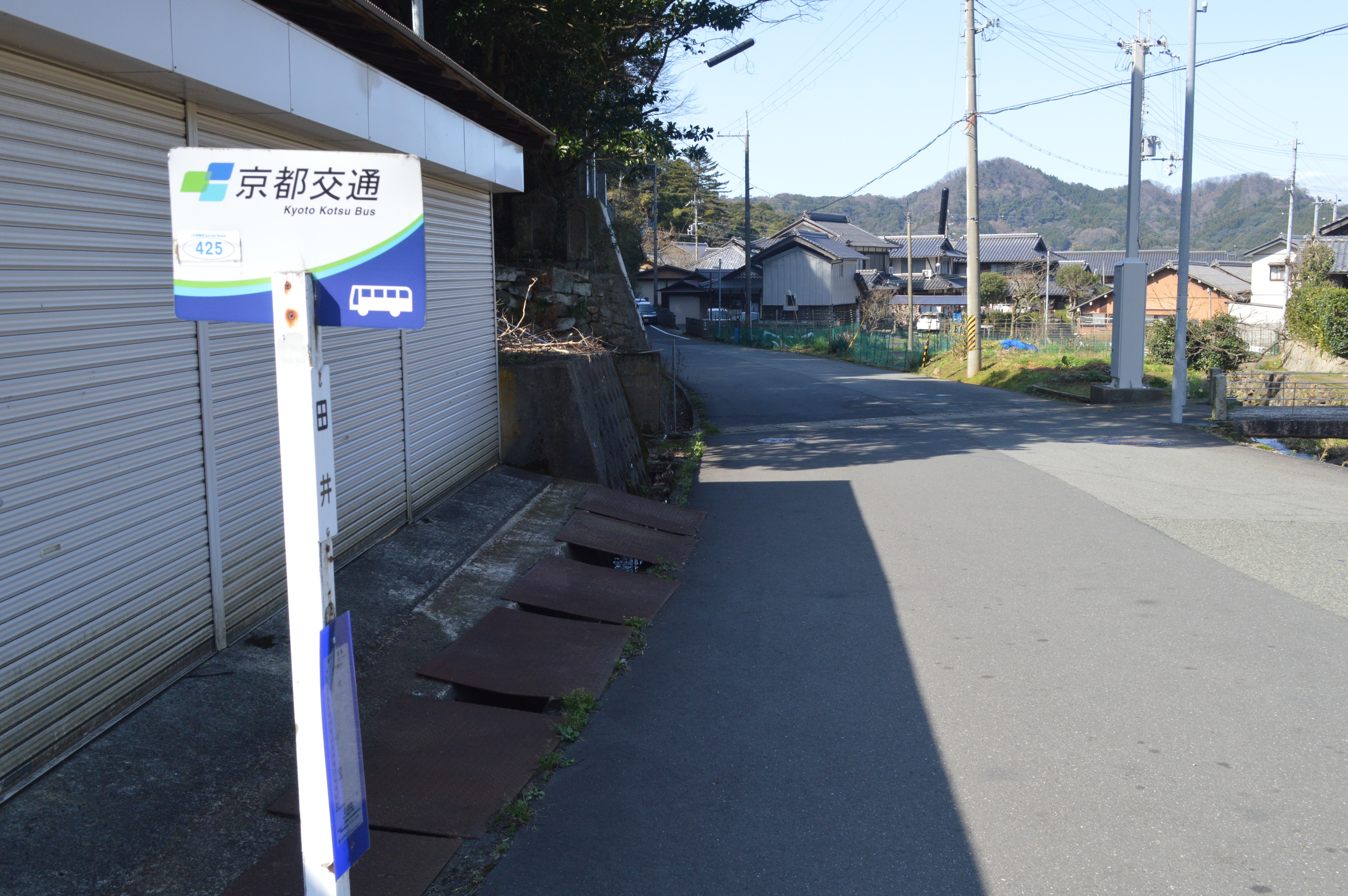
田井にある京都交通のバス停

東舞鶴市街地からは直線距離で20キロメートル以上あり、「陸の孤島」と表現されることがある。かつては魚介類や生活物資の運搬に海路を利用しており、漁業協同組合の運搬船で西舞鶴市街地まで片道約2時間を要していた。西舞鶴市街地までの海上距離よりも福井県大飯郡高浜町までの海上距離のほうが近いため、かつては高浜町との結びつきも強かった。
舞鶴市田井から成生に向かって京都府道・福井県道21号舞鶴野原港高浜線が伸びているが、道路は成生で行き止まりとなっており、さらに北にある成生岬に向かう車道は存在しない。成生に至る路線バスは存在しないが、約1.5キロメートル南にある舞鶴市田井の田井バス停まで京都交通が田井・野原線（日祝運休）を東舞鶴駅前より運行している。

## 名所・旧跡
- 鳴生神社（成生神社） - 村社。応安7年（1374年）の成生大火で類焼したが、永和5年（1379年）に勧進比丘尼妙忍によって再建された[4]。江戸時代までは大将軍社と称した[4]。石灯籠や狛犬には伊根の住人や若狭国小浜の魚屋の名前が刻まれており、若狭湾を通じて広い範囲の交流圏があったことがうかがえる[8]。
- 西徳寺 - 臨済宗東福寺派の寺院。永享元年（1429年）開山と伝えられる[4]。絵画「仏涅槃図」は舞鶴市指定文化財（1984年5月3日指定）[21]。1950年（昭和25年）に起こった金閣寺放火事件の犯人（林養賢）の生家は西徳寺である。1979年（昭和54年）に水上勉が著した『金閣炎上』はこの放火事件を主題としており、水上は1954年（昭和29年）から5回にわたって成生を取材している[22]。
- 成生岬 - 1936年（昭和11年）には海軍防備隊の官舎と防空砲台が設置された。「成生岬のスダジイ巨木」は舞鶴市指定天然記念物（2001年3月30日指定）。

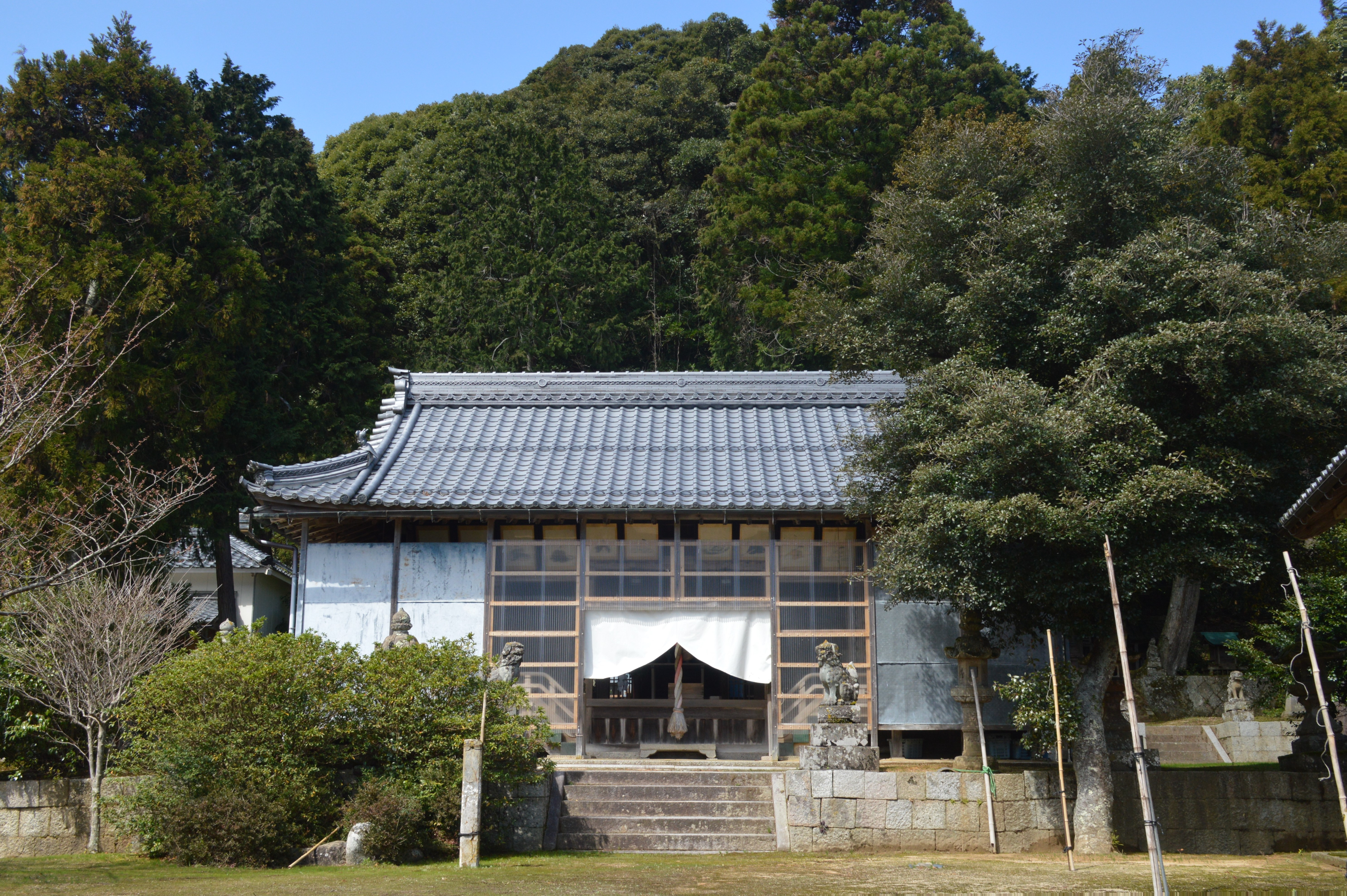
鳴生神社
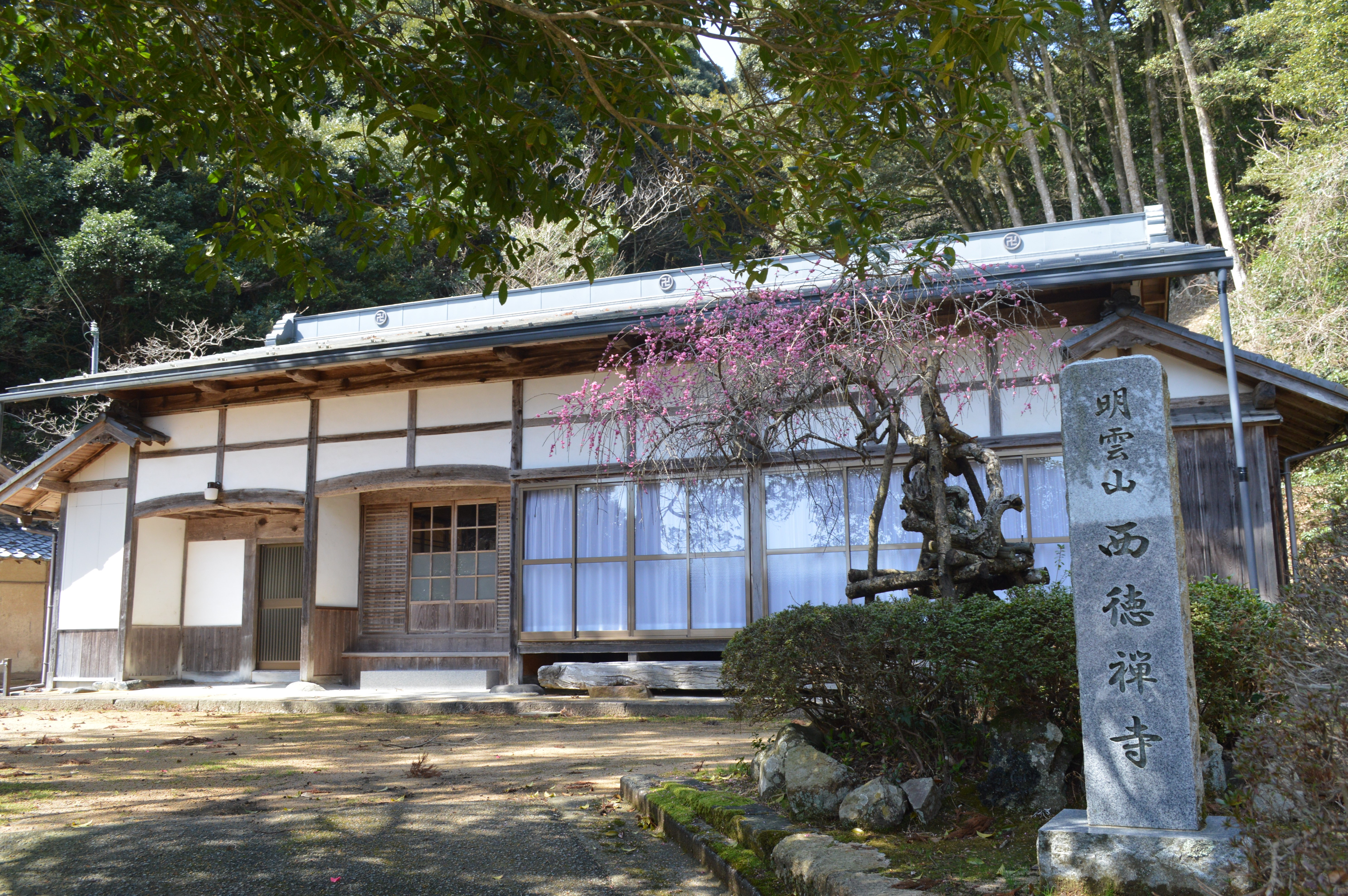
西徳寺